# ぼくの姉さん
ぼくの姉さん（ぼくのねえさん）は、日本放送協会（NHK）が1978年7月3日から7月28日に「銀河テレビ小説」で放送したテレビドラマ。

## 概要
東京の下町、向島のせんべい屋「万年堂」を舞台に、主人公の29歳のOL、里見愛子（倍賞千恵子）と、その姉を暖かく見守る弟、栄一（太川陽介）を描く全20回のホームドラマ。このドラマは好評を得たため、その続編として『姉さんの子守歌』と『姉さんは腕まくり』が製作された。リチャード・クレイダーマンの渚のアデリーヌが挿入曲として効果的に使われている。

## 出演者
- 里見愛子 - 倍賞千恵子
- 里見栄一 - 太川陽介
- 里見松造 - 今福正雄
- 里見みよ - 赤木春恵
- 台（美術教師） - 米倉斉加年
- 西条 - 上条恒彦
- 泉昌子
- 健夫 - 三田村賢二
- 知子 - 山田はるみ

## スタッフ
- 脚本 - 高橋正圀
- 音楽 - 桑原研郎
- 主題歌 - 『ぼくの姉さん』（太川陽介）